# Anna Boschek
Anna Boschek, född 1874, död 1957, var en österrikisk politiker.
Hon satt i parlamentet 1920-1934. Hon var sitt lands första kvinnliga parlamentariker, tillsammans med de övriga kvinnor som valdes in samtidigt. 